# Tatebayashi
Tatebayashi (Japans: 館林市, Tatebayashi-shi) is een stad in de prefectuur Gunma op het eiland Honshu, Japan. De stad heeft een oppervlakte van 60,98 km² en medio 2008 bijna 79.000 inwoners.

## Geschiedenis
- Op 1 april 1954 krijgt Tatebayashi de status van stad (shi) na samenvoeging van de gelijknamige gemeente met de zeven dorpen Satoya (郷谷村, Satoya-mura), Oshima (大島村, Ōshima-mura), Okabane (赤羽村, Okabane-mura), Rokugo (六郷村, Rokugō-mura), Minoya (三野谷村, Minoya-mura), Tatara (多々良村, Tatara-mura) en Watarase (渡瀬村, Watarase-mura).

## Bezienswaardigheden
- Kasteel Tatebayashi (館林城）
- Gunma Museum 群馬県立館林美術館）
- Tsutsuji-ga-oka kōen（つつじが岡公園), het Azaleapark
- Jō-numa（城沼), moerasnatuurgebied
- Tatara-numa(swamp)（多々良沼), moerasnatuurgebied
- Morinji 茂林寺), een boeddhistische tempel

## Verkeer
Tatebayashi ligt aan de Isesaki-lijn, de Sano-lijn en de Koizumi-lijn, alle van de Tōbu Spoorwegmaatschappij.
Tatebayashi ligt aan de Tōhoku-autosnelweg en aan de autowegen 122 en 354.

## Geboren in Tatebayashi
- Tayama Katai (田山 花袋, Tayama Katai), auteur
- Kenjiro Shoda (正田 建次郎, Shōda Kenjirō), wiskundige
- Chiaki Mukai (向井千秋, Mukai Chiaki) (1952), astronaute, arts
- Keiichi Hara (原 恵一, Hara Keiichi), regisseur van tekenfilms

## Stedenbanden
Tatebayashi heeft een stedenband met
- Maroochy, Queensland, Australië, sinds 1996,
- Kunshan, China, sinds 2004.

## Aangrenzende steden
- Ashikaga
- Sano